# Iwan Alexejewitsch Schefer
Iwan Alexejewitsch Schefer (russisch Иван Алексеевич Шефер; * 19. Februar 1983 in Kirow) ist ein russischer Eistänzer.

## Leben
Schefer begann bereits im Alter von vier Jahren mit dem Eislaufen, als seine Eltern ihn zur Stärkung der Gesundheit in einen Eislaufkurs brachten. Da er zunächst in der Gruppe der Fünfjährigen trainierte viel sein Talent den Trainern auf. Seit 1994 ist Jekaterina Rublewa seine Eistanzpartnerin. 2001 begannen sie an internationalen Wettkämpfen teilzunehmen. Schefers Vorbild war der Eiskunstläufer Jewgeni Platow, an dessen Figuren er sich orientierte. Im Jahr 2002 kam das Team Rublewa/Schefer nach Moskau, wo sie seit 2006 bei Alexander Swinin trainierten und für Sokolniki Moskau startete. Zuvor war Jelena Kustarowa ihre Trainerin. Im Jahr 2009 durften sie gemeinsam mit Jana Chochlowa und Sergei Nowizki für die Europameisterschaften trainieren und erzielten sie die bis dahin besten Ergebnisse, unter anderem gewannen sie eine Silbermedaille bei der Winter-Universiade in Harbin. In der Saison 2009/2010 gewannen sie beim ISU-Grand-Prix eine Bronzemedaille im Eistanz beim Cup of Russia. Im Jahr 2010 erreichten sie Platz 13 bei den Europameisterschaften, anschließend beendete er seine Karriere als Eiskunstläufer. Seit dem 20. September 2011 arbeiten beide als Trainer in der Eiskunstlaufschule im Sportpalast russisch Сокольники Sokolniki.

## Erfolge
Juniorenweltmeisterschaften
- 2004 – 6. Rang

Europameisterschaften
- 2007 – 12. Rang
- 2008 – 13. Rang
- 2009 – 8. Rang

Weltmeisterschaften
- 2008 – 15. Rang
- 2010 – 13. Rang

Russische Meisterschaften
- 2000 – 9. Rang
- 2001 – 9. Rang
- 2002 – 8. Rang
- 2003 – keine Teilnahme
- 2004 – 3. Rang (Junioren)
- 2005 – 5. Rang
- 2006 – 6. Rang
- 2007 – 3. Rang
- 2008 – 2. Rang
- 2009 – 2. Rang
- 2010 – 3. Rang

Winter-Universiade
- 2009 – Silbermedaille[1]